# Jean-Baptiste Chautard
Pour les articles homonymes, voir Chautard.
Jean-Baptiste  Chautard, né le 12 mars 1858 à Briançon (France) et mort le 29 septembre 1935, est un moine trappiste de l'abbaye Notre-Dame d'Aiguebelle puis abbé de l'abbaye de Sept-Fons de 1899 à 1935. Il est connu comme auteur spirituel. En particulier son livre sur l'Âme de tout apostolat connait un grand succès.

## Biographie
Auguste Philogène Gustave Chautard est né à Briançon le 12 mars 1858, fils de François Auguste Chautard, libraire à Briançon, et de Marie Magdelaine Clarisse Salle. À l'âge de quatorze ans il devient élève d'une école de commerce de Marseille où il découvre le père Jean-Joseph Allemand (il s'inscrit à son Œuvre de jeunesse en 1870) et Timon-David. Il se lance dans les œuvres sociales avec la Société Saint Vincent de Paul.
Chautard entra à l'âge de 19 ans à l'abbaye Notre-Dame d'Aiguebelle, dans le diocèse de Valence, le 14 avril 1877, malgré l'opposition de sa famille. Pour obtenir leur consentement il fait quelques pèlerinages à pied à Notre-Dame du Laus et Notre-Dame-de-la-Garde. Il prononce ses premiers vœux le 8 mai 1879 et fait profession solennelle le 21 mai 1882. Cellérier de son abbaye il y fait montre de compétence commerciale : il fait un emprunt et achète une nouvelle machine à vapeur pour la chocolaterie d'Aiguebelle (marque déposée en 1885) et commercialise en France une gamme de produits à base de chocolat bientôt très connue. Pour ses ouvriers, il s'inspire de l'œuvre de Timon-David, les visitant en 1888 afin d'évangéliser les 150 ouvriers (dont 40 enfants) de sa chocolaterie. En 1891, il fonde la Société anonyme de la chocolaterie d'Aiguebelle d'un capital d'un million de francs et, en 1893, l'usine de chocolaterie de Donzère qui  emploie jusqu'à 200 personnes. 
Il est ensuite appelé à venir en aide à l'abbaye de Chambarand, dans le diocèse de Grenoble, qui l'élit abbé en 1897. En 1898, à la demande de dom Sébastien Wyart, abbé général de l'ordre cistercien de la Stricte Observance et abbé de l'abbaye de Sept-Fons, il supervise le rachat et le début de la restauration de l'abbaye de Cîteaux. Dom Sébastien Wyart peut alors reprendre le titre traditionnel d'abbé de Cîteaux, porté avant la Révolution française par les Supérieurs de l'Ordre de Cîteaux. Il lui faut alors un successeur à l'abbaye de Sept-Fons et c'est dom Chautard qui y est élu le 16 juin 1899. Lors de l'expulsion des moines de l'abbaye de Chambarand, Dom Chautard fonde le monastère de Marie-Stella au Brésil mais cette fondation ne rencontre pas le succès. Il prend aussi part à la restauration de l'abbaye d'Orval en Belgique, soutenant le projet de Dom Albert-Marie van der Cruyssen.
En 1903, lors des lois prévoyant l'expulsion des congrégations religieuses non agréées, Dom Chautard plaide la cause de l’ordre cistercien de la Stricte Observance au Sénat et devient l'ami du président Clemenceau,. Il refuse la vente des bâtiments, mène les négociations et obtient que les trappistes ne soient pas expulsés, au contraire des autres moines présents en France: bénédictins et chartreux doivent s'exiler.
Dom Jean-Baptiste Chautard a une grande dévotion à la Sainte Vierge, en particulier une image du type Blachernitissa reproduite dans son livre. Il aime aussi l'Écriture Sainte: le fondement de sa spiritualité est l'oraison. Il connait Timon-David, Léon Harmel et Jean-Joseph Allemand. Il lit Mgr Charles Gay, qu'il rencontre à Paris entre 1886 et 1889, Mgr de Ségur, dom Columba Marmion, le père Saudreau et dom Lehodey, chez les jésuites Grou et Lallemant, saint François de Sales et sainte Jeanne de Chantal, Bossuet, les conférences IX et X de Cassien et un petit livre, L'Esprit de sainteté de sainte Thérèse de l'Enfant-Jésus.
Dom Jean-Baptiste Chautard meurt soudainement d'un infarctus le 29 septembre 1935, au retour du chapitre général qui s'était tenu à Cîteaux, lors d'une visite de scouts, âgé de 77 ans, dont 58 années de profession religieuse et 38 années d'abbatiat.

## Armes
BlasonnementD'azur à gloire d'or chargé des Saints Cœurs de gueules
DeviseUrget Nos
Sceaudans une circonférence, l'écu aux armes accosté d'une feuille de lierre et d'une feuille de chêne avec la légende : Sig. F. + Joannis-Baptistae Abbatis B.M. de Campo Arando Ord. Cist.

## Œuvres
Dom Chautard a peu publié mis à part quelques brochures sur la famille cistercienne. Son enseignement passe dans les commentaires quotidiens de la Règle de saint Benoît au cours des Chapitres de l'abbaye ou des conférences. Pendant la guerre de 1914-1918, il publie des articles  sous la signature de Frère Aîné dans le journal Le prêtre aux Armées. 

### Œuvres non publiées
- L'Esprit de simplicité, caractéristique de Citeaux, 1928[12] ;
- Saint Bernard et la Fondation des Cisterciennes dites trappistines, 1919, devenu Les Cisterciennes trappistines ;
- L'Âme cistercienne[13].

### Œuvres publiées
- Apostolat des catéchisme et vie intérieure devenu L’âme de tout apostolat, 1907 ;
- La Règle de saint Benoît illustrée par saint Bernard, 1934 ;
- Les Cisterciennes trappistines.

### L'Âme de tout apostolat
Dom Jean-Baptiste Chautard a écrit un ouvrage célèbre, L'Âme de tout apostolat publié tout d'abord sous le nom d' Apostolat des catéchisme et vie intérieure écrit sur le navire qui le conduit au Brésil: en 1937 il est édité à 195 000 exemplaires pour arriver à un total de 250 000 exemplaires en comptant les traductions en de nombreuses langues. Ce livre, dans sa première version (1907) est destiné aux religieuses de la Sainte Famille du Sacré-Cœur fondée par son ami le jésuite Louis Rabussier mais dans sa forme achevée il est destiné aux séminaristes et aux prêtres « Ce livre devenu célèbre fut, pendant près de cinquante ans, un classique incontournable de la spiritualité française et son rayonnement international fut considérable ( Dom Patrick Olive, Abbé de Sept-Fons) ». Il est le livre de chevet du Pape Pie X comme de Plinio Corrêa de Oliveira. Cet ouvrage insiste sur les moyens d'obtenir puis garder l'union avec Dieu, par l'oraison, la prière de la garde du cœur, la vie liturgique, le renoncement, stigmatisant à la manière de saint Bernard ce qu'il appelle l' « hérésie de œuvres », affirmant en cela la primauté de la vie intérieure, celle de la grâce c'est-à-dire « l'état d'activité d'une âme qui réagit pour régler ses inclinations naturelles  et s 'efforce d'acquérir l'habitude de juger et de  se diriger en tout d'après les lumières de l'Évangile et les exemples de Notre-Seigneur »  et de la vie spirituelle sur la vie active.  L'hérésie de l'activisme', et certaines idées sommairement appelées «américanistes» étaient alors condamnées par une Lettre encyclique du Pape Léon XIII Testem Benevolentiae Nostrae (en) du 29 juillet 1899.
«  Voyageur épuisé, haletant, je cherche à me désaltérer... Enfin Video – Je vois : J'aperçois une source. Mais elle jaillit d'un rocher escarpé... Sitio – J’ai soif : Plus je regarde cette eau limpide qui me permettrait de continuer ma route, plus s'accentue, malgré les obstacles, le désir d'étancher ma soif... Volo – Je veux : À tout prix je veux parvenir à cette source et m'efforcer d'y arriver. Hélas ! je dois constater mon impuissance... Volo Tecum : Survient un guide. Il n'attend que mes instances pour m'aider. Il me porte même dans les passages difficiles. Bientôt je me désaltère à longs traits.Ainsi des Eaux vives de la grâce jaillissant du Cœur de Jésus »
 Dom Chautard, L'Âme de tout Apostolat.

### Citations
- « Un religieux malade ne doit pas avoir à regretter l'absence de sa mère »[17].
- « Que d'autres nous dépassent par le culte des observances, soit ! mais nous ne devons le céder à personne pour la charité fraternelle »[18].

### Liens  externes
- Notice dans un dictionnaire ou une encyclopédie généraliste :   - Deutsche Biographie
- Notices d'autorité :   - VIAF
  - ISNI
  - BnF (données)
  - IdRef
  - LCCN
  - GND
  - Italie
  - Espagne
  - Pays-Bas
  - Pologne
  - NUKAT
  - Vatican
  - Tchéquie
  - Portugal
  - WorldCat
- (de) Jean-Baptiste Chautard o.c.s.o., Biographia Cisterciensis
- Rencontre avec Clémenceau, Mont-des-Cats
- (it) Biographie de Dom Jean-Baptiste Gustave Chautard, Intratext